# Хенри
Хенри (енг. henry; симбол: H) је СИ јединица за индукцију. Ако је стопа промене струје у колу 1 ампер по секунди и резултујућа електромоторна сила износи један волт, онда је индуктивност тог кола један хенри.
Хенри је дефинисан као V·A-1·s = m²·kg·s-2·A-2 у СИ јединицама. Јединица је добила име по америчком научнику Џозефу Хенрију, 
америчком научнику који је открио електромагнетну индукцију независно и у отприлике у исто време када и Мајкл Фарадеј (1791–1867) у Енглеској.

## Дефиниција
Индуктивност електричног кола је један хенри када електрична струја која се мења брзином од једног ампера у секунди резултира електромоторном силом од једног волта преко индуктора:
{\displaystyle \displaystyle V(t)=L{\frac {dI}{dt}}},
где V(t) означава резултујући напон у колу, I(t) је струја кроз коло, а L је индуктивност кола.
Хенри је изведена јединица заснована на четири од седам основних јединица Међународног система јединица: килограм (kg), метар (m), секунда (s) и ампер (A). Изражен у комбинацијама СИ јединица, Хенри је:
{\displaystyle {\text{H}}={\dfrac {{\text{kg}}{\cdot }{\text{m}}^{2}}{{\text{s}}^{2}{\cdot }{\text{A}}^{2}}}={\dfrac {{\text{N}}{\cdot }{\text{m}}}{{\text{A}}^{2}}}={\dfrac {{\text{kg}}{\cdot }{\text{m}}^{2}}{{\text{C}}^{2}}}={\dfrac {\text{J}}{{\text{A}}^{2}}}={\dfrac {{\text{T}}{\cdot }{\text{m}}^{2}}{\text{A}}}={\dfrac {\text{Wb}}{\text{A}}}={\dfrac {{\text{V}}{\cdot }{\text{s}}}{\text{A}}}={\dfrac {{\text{s}}^{2}}{\text{F}}}={\dfrac {\Omega }{\text{Hz}}}=\Omega {\cdot }{\text{s}},}
где је: H = хенри, kg = килограм, m = метар, s = секунда, A = ампер, N = њутн, C = кулон, J = џул, T = тесла, Wb = вебер, V = волт, F = фарад, Ω = ом, Hz = херц

## Употреба
Међународни систем јединица (СИ) прецизира да се симбол јединице назване за особу пише великим словом, док се име не пише великим словом у тексту реченице, осим када би било која реч на тој позицији била писана великим словом, као што је на почетак реченице или у материјалу помоћу насловног великог слова.
Национални институт за стандарде и технологију Сједињених Држава препоручује корисницима који пишу на енглеском да користе множину као хенрије.‍:31

## Примене
Индуктивност завојнице зависи од њене величине, броја завоја и пермеабилности материјала унутар и око завојнице. Формуле се могу користити за израчунавање индуктивности многих уобичајених распореда проводника, као што су паралелне жице или соленоид. Мала завојница са ваздушним језгром која се користи за подешавање АМ радија може имати индуктивност од неколико десетина микрохенрија. Велики намотај мотора са много обртаја око гвозденог језгра може имати индуктивност од стотина хенрија. Физичка величина индуктивности је такође повезана са њеним струјним ношењем и отпорским оценама напона.